# Bailly-Romainvilliers
Pour les articles homonymes, voir Bailly.
Bailly-Romainvilliers  est une commune française située dans le département de Seine-et-Marne en région Île-de-France.
La commune fait partie du secteur IV de la ville nouvelle de Marne-la-Vallée, appelé Val d'Europe.

## Géographie

### Localisation
La commune est située à environ  11,2 kilomètres au sud- est de Lagny-sur-Marne.
- 1Carte dynamique
- 2Carte Openstreetmap
- 3Carte topographique
- 4Carte avec les communes environnantes

Elle est proche du parc à thèmes Disneyland Paris
Les communes limitrophes proches incluent Serris à 1,82 km, Magny-le-Hongre à 2,53 km, Villeneuve-Saint-Denis à 3,05 km, Villeneuve-le-Comte à 3,21 km et Coutevroult à 3,91 km.

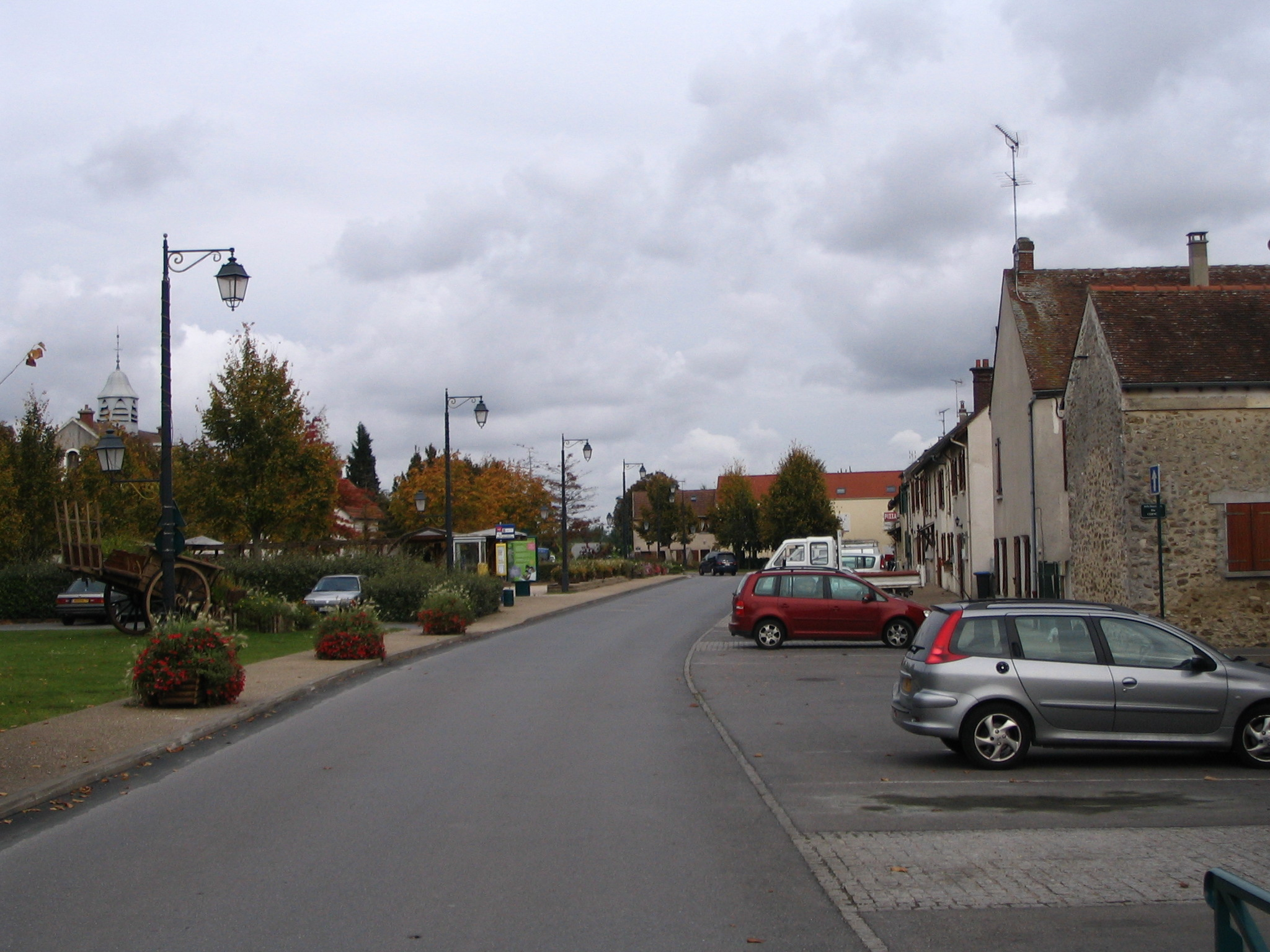
Ambiance de la commune : la rue de Paris.

### Communes limitrophes
| Magny-le-Hongre | Magny-le-Hongre        | Coutevroult         |
| Magny-le-Hongre | Bailly-Romainvilliers  | Coutevroult         |
| Serris          | Villeneuve-Saint-Denis | Villeneuve-le-Comte |

### Hydrographie

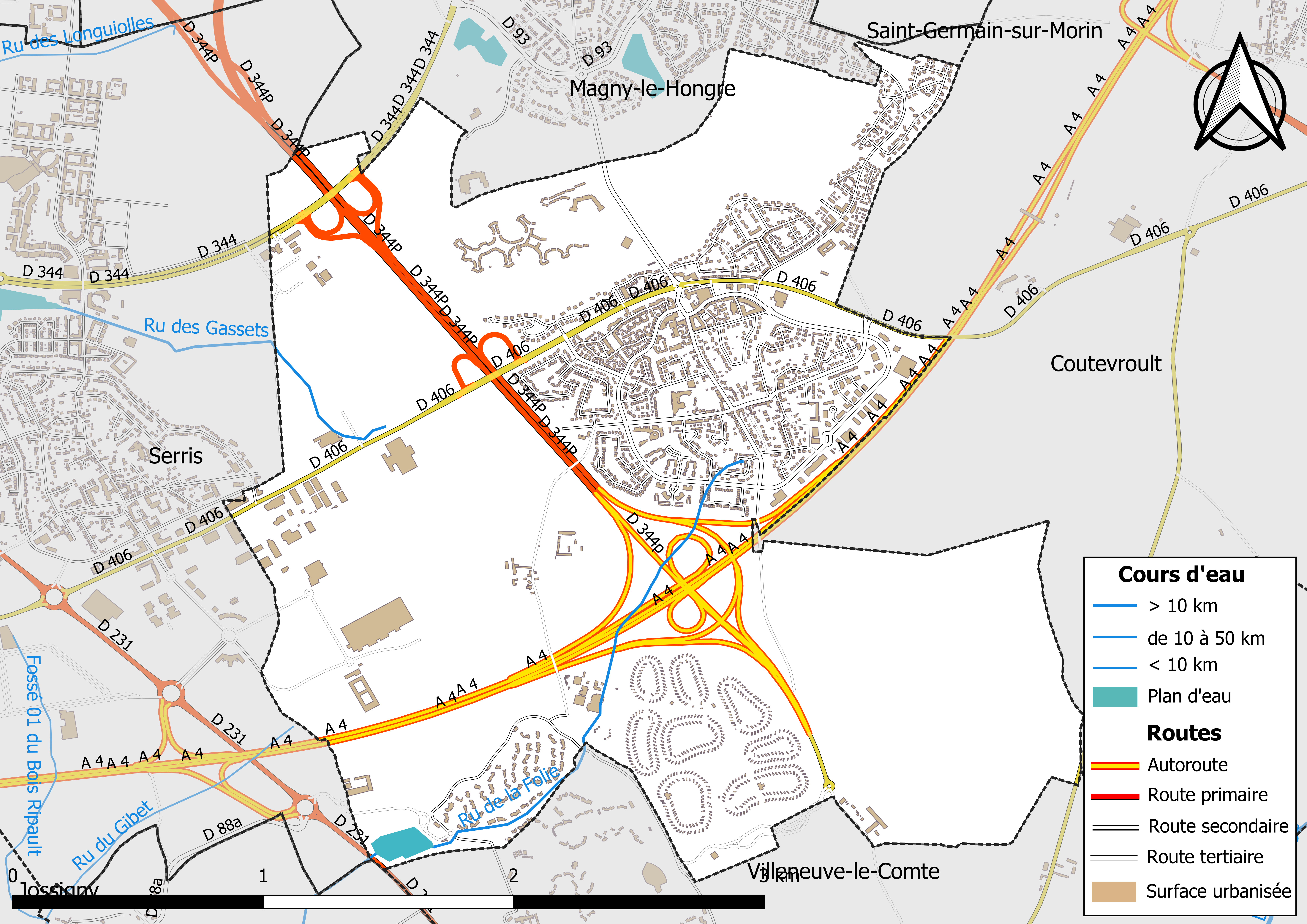
Carte des réseaux hydrographique et routier de Bailly-Romainvilliers.

Le système hydrographique de la commune se compose de deux cours d'eau référencés :
- le ru de la Folie, 9,81 km[2], affluent du ru de la Hotte ;
- le ru des Gassets, 5,01 km[3], affluent de la Gondoire.

La longueur totale des cours d'eau sur la commune est de 3,1 km.

### Climat
Pour des articles plus généraux, voir Climat de l'Île-de-France et Climat de Seine-et-Marne.
En 2010, le climat de la commune est de type climat océanique dégradé des plaines du Centre et du Nord, selon une étude du CNRS s'appuyant sur une série de données couvrant la période 1971-2000. En 2020, Météo-France publie une typologie des climats de la France métropolitaine dans laquelle la commune est exposée à un climat océanique altéré et est dans la région climatique Nord-est du bassin Parisien, caractérisée par un ensoleillement médiocre, une pluviométrie moyenne régulièrement répartie au cours de l’année et un hiver froid (3 °C).
Pour la période 1971-2000, la température annuelle moyenne est de 10,8 °C, avec une amplitude thermique annuelle de 15,2 °C. Le cumul annuel moyen de précipitations est de 731 mm, avec 11,5 jours de précipitations en janvier et 8,1 jours en juillet. Pour la période 1991-2020, la température moyenne annuelle observée sur la station météorologique la plus proche, située sur la commune de Torcy à 13 km à vol d'oiseau, est de 12,1 °C et le cumul annuel moyen de précipitations est de 716,4 mm,. Pour l'avenir, les paramètres climatiques de la commune estimés pour 2050 selon différents scénarios d'émission de gaz à effet de serre sont consultables sur un site dédié publié par Météo-France en novembre 2022.

### Milieux naturels et biodiversité
Aucun espace naturel présentant un intérêt patrimonial n'est recensé sur la commune dans l'inventaire national du patrimoine naturel,,.

## Urbanisme

### Typologie
Au 1er janvier 2024, Bailly-Romainvilliers est catégorisée grand centre urbain, selon la nouvelle grille communale de densité à sept niveaux définie par l'Insee en 2022.
Elle appartient à l'unité urbaine de Bailly-Romainvilliers, une agglomération intra-départementale regroupant quatorze  communes, dont elle est ville-centre,,. Par ailleurs la commune fait partie de l'aire d'attraction de Paris, dont elle est une commune du pôle principal,. Cette aire regroupe 1 929 communes,.

### Occupation des sols
En 2018, le territoire de la commune se répartit en 47,7 % de terres arables, 20,9 % de zones urbanisées, 17,6 % d’espaces verts artificialisés non agricoles, 7,2 % de forêts et 6,5 % de zones industrielles commercialisées et réseaux de communication,.

### Quartiers
La commune de Bailly-Romainvilliers est constituée de deux parties. Tout d'abord le centre-ville où se trouvent la mairie, les établissements scolaires (crèches, maternelles, primaires et collège), le centre commercial autour du magasin Carrefour, la résidence Apollonia et un grand nombre de logements pavillonnaires. Ce lieu constitue l'ancien village nommé Romainvilliers. Plus au sud, se situe le hameau (anciennement nommé Bailly) où se trouvent l'église, le donjon, une ferme et quelques habitations.

### Habitat et logement
En 2019, le nombre total de logements dans la commune était de 3 199, alors qu'il était de 3 024 en 2014 et de 2 266 en 2009.
Parmi ces logements, 87,4 % étaient des résidences principales, 7,7 % des résidences secondaires et 4,9 % des logements vacants. Ces logements étaient pour 53,6 % d'entre eux des maisons individuelles et pour 44,4 % des appartements.
Le tableau ci-dessous présente la typologie des logements à Bailly-Romainvilliers en 2019 en comparaison avec celle de Seine-et-Marne et de la France entière. Une caractéristique marquante du parc de logements est ainsi une proportion de résidences secondaires et logements occasionnels (7,7 %) supérieure à celle du département (3 %) et à celle de la France entière (9,7 %). Concernant le statut d'occupation de ces logements, 56,6 % des habitants de la commune sont propriétaires de leur logement (61,2 % en 2014), contre 61,8 % pour la Seine-et-Marne et 57,5 pour la France entière.
| Typologie                                               | Bailly-Romainvilliers | Seine-et-Marne | France entière |
| ------------------------------------------------------- | --------------------- | -------------- | -------------- |
| Résidences principales (en %)                           | 87,4                  | 90,2           | 82,1           |
| Résidences secondaires et logements occasionnels (en %) | 7,7                   | 3              | 9,7            |
| Logements vacants (en %)                                | 4,9                   | 6,8            | 8,2            |

### Voies de communication et transports

#### Voies de communication
- La commune est desservie par l'Autoroute A4, avec la sortie 14 Val d'Europe : Marne-la-Vallée-Val d'Europe, Parcs Disney, Bailly-Romainvilliers, Centre Commercial Régional.
- Au nord de la commune, se trouve la RD34, boulevard circulaire autour des communes du Val d'Europe.

#### Transports

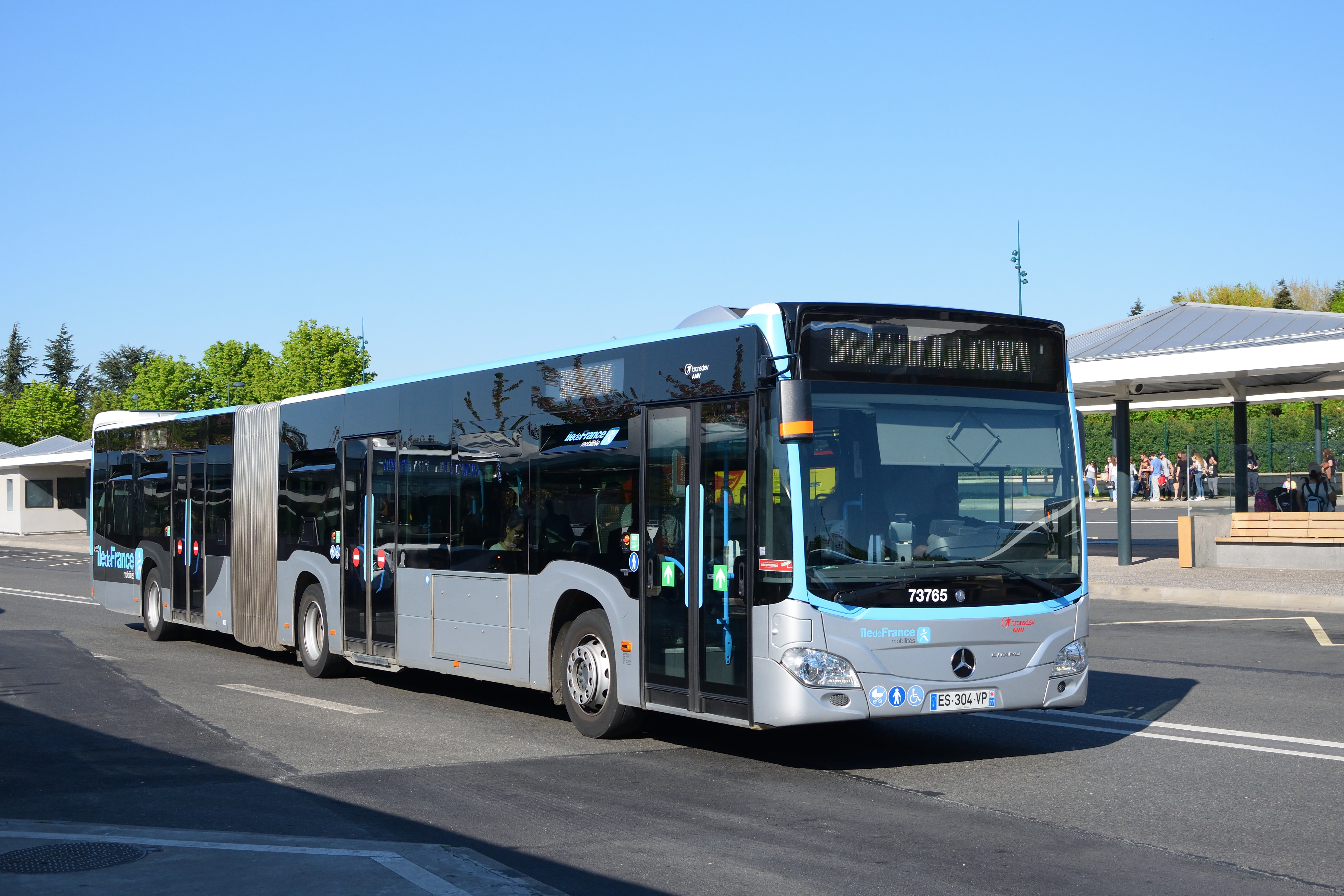
Bus du réseau Pep's.

- À 6 km au sud-ouest de la mairie de Bailly-Romainvilliers, se situe la gare du Val d'Europe, desservie par la ligne A du RER.
- À 6 km au nord-ouest de la mairie de Bailly-Romainvilliers, se situe la gare de Marne-la-Vallée - Chessy, desservie par la ligne A du RER et par des TGV.
- Bailly-Romainvilliers est desservie par le Réseau de bus de Marne-la-Vallée avec les lignes 34, 35 et 42.
- Bailly-Romainvilliers est desservie par le réseau de bus Brie et 2 Morin avec la lignes 12 et 59.

## Toponymie
Bailly est attesté sous les formes Bailli vers 1172; Baalliacum en 1228; Baailli en 1242; Baali et Baalli en 1250; Ecclesia de Bailliaco en 1334; Bailliacum en 1363; Balli en 1450; « Le prieur de Nostre Dame de Bailly ou pays de Brye » en 1487; Bailly en Brie en 1548; Bally en Brye en 1550. Ce toponyme peut dériver du vieux français baille : « enclos », à l’époque gallo-romaine, un vicus, formé en rectangle autour de la villa d’un dignitaire, qui prendra le nom de celui-ci Batallius auquel est ajouté le suffixe -acum de localisation et de propriété.
Romainvilliers est attesté sous les formes Beata Maria de Ramainvillare en 1177; Ramerviler en 1217; Territorium de Ramato Villari en 1260; Ramevillare in Bria en 1311; Rameviller en Brie en 1311; Ramatum Villare en 1326; Ramainvillier en Brie en 1350; Ramosum Villers en 1450; « A Remevillier, une place où souloit avoir maison, grange, bergeries et estables, lesquelz lieux sont ruyneux et de nulle valeur » en 1517; Rominvillier en 1551; Ramivilliers (parroisse de Bailly en Brye) en 1569; Ramanvilliers en 1575; Hermainvilliers en 1690 (Carte Jaillot); Romainvilliers en 1780.

## Histoire

### Moyen Âge

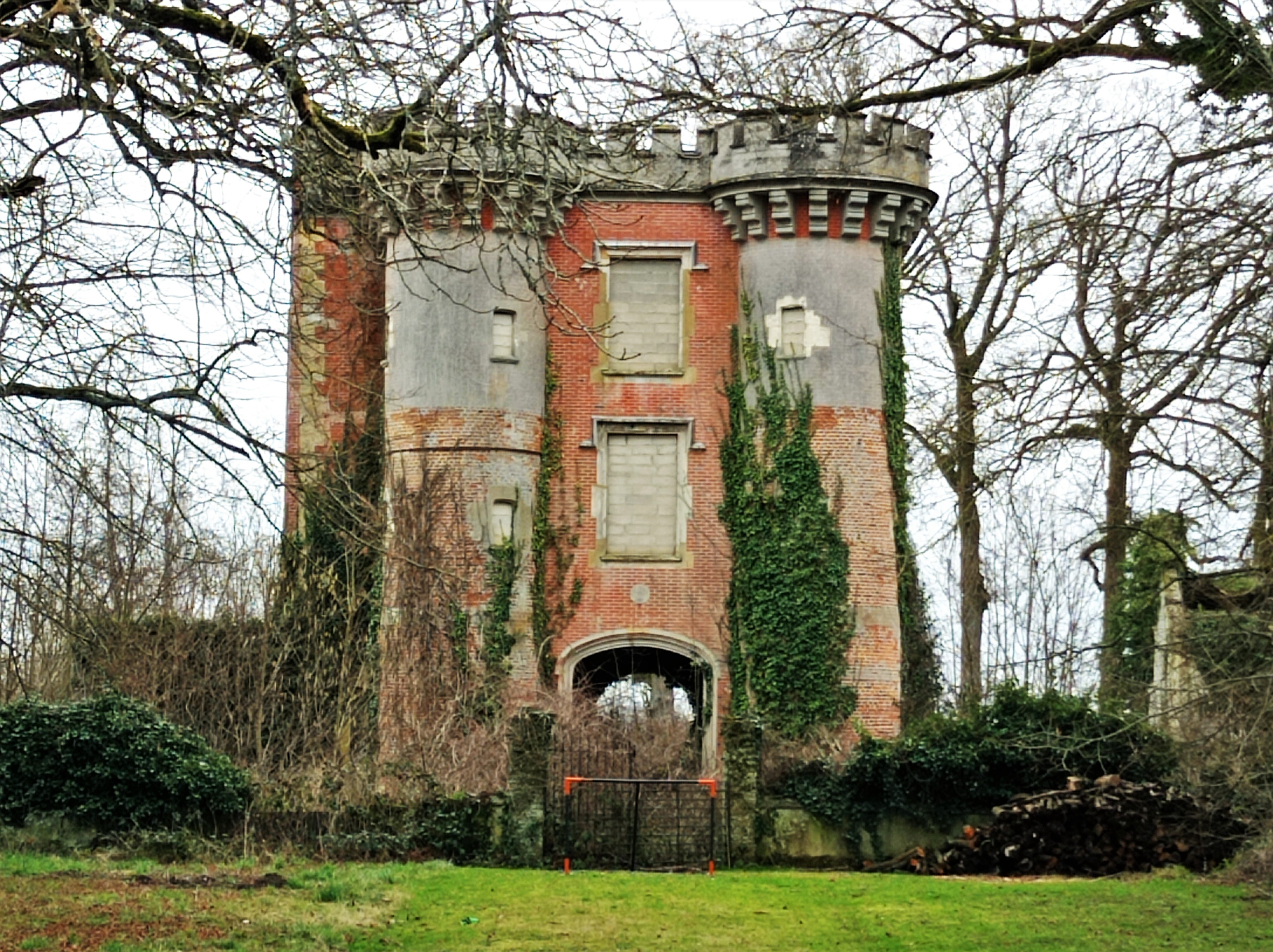
Le château de Bailly

Au milieu du XIIe siècle, s'élevait un prieuré sous le nom de Bosco (bois), origine du village de Bailly.
L'ancienne paroisse de Romainvilliers au XIIIe siècle venait de transférer son siège à Bailly et le prieuré du Bois avait pris le nom de « Baila » du bas latin et du provençal signifiant soin, garde protection. C'est d'abord « Bailly » qui s'est développé.
Aucun document ne permet de préciser la date de construction de l'église érigée à Bailly. À la fin du XVe siècle, cet édifice est appelé Notre-Dame de la Condre. Bailly offre et conserve également les vestiges d'un ancien château construit au XIVe siècle, chef-lieu d'une seigneurie assez importante qui s'étendait jusqu'à Serris. Un élégant castel du XIVe siècle qui 300 ans plus tard devient la propriété de l'amiral Tourville (1642-1701).

### Révolution française et Empire
Sous la Révolution française, les fermes et les biens appartenant se vendit aux seigneurs et à l'Église[pas clair]. Le château est détruit ; seuls en subsistent quelques vestiges (douves, donjons, anciens murs), la ferme du Donjon, la ferme de Valois et les maisons du Hameau.

### Époque contemporaine
Jusqu'en 1864, le siège de la commune est à Bailly où se trouvent l'église, le château et les grosses fermes. Romainvilliers, devenu simple hameau isolé, conserve néanmoins une chapelle de dévotion (Notre Dame), qui, modifiée et devient plus tard une ferme appelée « ferme Saint-Blandin ».
Au début du XXe siècle une route est construite reliant Coulommiers à Paris passant par Romainvilliers. Grâce à cette nouvelle voie de communication, le hameau de Romainvilliers se développe. La mairie, qui servait également d'école, y est construite et une grande place ainsi que des commerces s'installent. Romainvilliers devient alors le chef-lieu de la commune et Bailly un hameau.
Créée en vue de contribuer au rééquilibrage à l'est du développement régional, la ville nouvelle de Marne-la-Vallée s'est depuis près de 25 ans développée d'ouest en est et s'étire aujourd'hui sur 25 km le long de deux axes de transports, l'autoroute A4 et le RER A.
Sa structure institutionnelle est très éclatée (quatre secteurs d'aménagement, trois intercommunalités, 26 communes, deux établissements publics d'aménagement) et son développement territorialement peu homogène. Ainsi les deux pôles urbains principaux (Noisy-le-Grand et le Val d'Europe) sont localisés aux deux extrémités du territoire.
Au milieu des années 1980, l'entreprise Walt Disney Company cherche à développer ses activités dans le monde, et particulièrement en Europe, en mettant en pratique un nouveau concept de développement immobilier lié aux parcs d'attractions. Au-delà d'une stratégie d'image, il s'agit de bénéficier des plus-values foncières générées par la présence du parc et du cadre de vie associé. Dans cette perspective, le site de Marne-la-Vallée, divisé en quatre secteurs, présentait les atouts de la proximité du pôle de marché parisien et des disponibilités foncières. C'est donc au cœur du Secteur IV de Marne-la-Vallée que s'implanta Disney en même temps que se constituait le syndicat d'agglomération nouvelle (SAN) des Portes de la Brie, qui s'appellera en 2001 SAN du Val d'Europe. Dans ce contexte, la ville de Bailly-Romainvilliers a connu un rapide essor urbain et démographique, passant 371 habitants en 1975 à 609 en 1990, 3 395 en 1999, 5 421 en 2006, 5 458 en 2007 et 5 444 au 1er janvier 2009. Cette population est principalement caractérisée par sa jeunesse et son dynamisme : 80 % de la population a en effet moins de 40 ans, et près d'un habitant sur cinq est scolarisé en école maternelle ou primaire.
À ce développement, la commune s'adapte constamment en proposant de nouveaux services et équipements au public. Il lui faut également concevoir ces derniers de façon évolutive, pour lui permettre de toujours répondre aux besoins d'une population qui cessera bientôt d'augmenter. En effet, alors que le Val d'Europe représente actuellement 18 500 habitants, à l'horizon 2015, l'objectif est de construire une agglomération d'environ 35 000 habitants. À cette échéance et au terme de son développement, Bailly-Romainvilliers devrait pour sa part compter environ 8 000 habitants. Pour autant, malgré son évolution, Bailly-Romainvilliers a su conserver son « âme » de village, et l'ambiance et l'esprit qui y prévalent sont sans commune mesure avec l'image impersonnelle que renvoient un grand nombre de villes nouvelles. Son attachement à son passé et son patrimoine sont des éléments majeurs de ce phénomène.
Bailly-Romainvilliers possède à cet égard une particularité assez rare et originale : tous ses noms de rues font référence à des lieux-dits et au patois briard. Pour exemple, les noms de nouvelles voies : Flutiaux (chaumes mal coupés), Tahuriau (nuage d'orage) ou Binaille (époque des semailles des blés).

## Politique et administration

### Rattachements administratifs et électoraux

#### Rattachements administratifs
La commune se trouve depuis 1993 l'arrondissement de Torcy du département de Seine-et-Marne
Elle faisait partie de 1793 à 1993 du canton de Crécy-la-Chapelle, année où elle est rattachée au canton de Thorigny-sur-Marne. Dans le cadre du redécoupage cantonal de 2014 en France, cette circonscription administrative territoriale a disparu, et le canton n'est plus qu'une circonscription électorale.

#### Rattachements électoraux
Pour les élections départementales, la commune fait partie depuis 2014 du canton de Serris
Pour l'élection des députés, elle fait partie depuis 2012 de la cinquième circonscription de Seine-et-Marne.

### Intercommunalité
Bailly-Romainvilliers est membre fondateur de la communauté d'agglomération dénommée Val d'Europe Agglomération, un établissement public de coopération intercommunale (EPCI) à fiscalité propre créé en 2016 et auquel la commune a transféré un certain nombre de ses compétences, dans les conditions déterminées par le code général des collectivités territoriales.
Cette structure intercommunale a succédé au syndicat d'agglomération nouvelle du Val d'Europe, créé le 8 juillet 1987 à la suite de la signature du contrat entre les pouvoirs publics et la Walt Disney Company.

### Tendances politiques et résultats

#### Élections présidentielles
Résultats des deuxièmes tours :
- Élection présidentielle de 2012 : 55,07 % pour Nicolas Sarkozy (UMP), 44,93 % pour François Hollande (PS), 79,70 % de participation[43].
- Élection présidentielle de 2017 :  69,85 % pour Emmanuel Macron (LREM), 30,15 % pour Marine Le Pen (FN), 76,21 % de participation[44].

#### Élections législatives
Résultats des deuxièmes tours :
- Élections législatives de 2017 : 79,14 % pour Franck Riester (LR), 20,86 % pour Joffrey Bollée (RN), 34,01 % de participation[45].

#### Élections européennes
Résultats des deux meilleurs scores :
- Élections européennes de 2014 : 28,46 % pour Alain Lamassoure (UMP), 25,34 % pour Aymeric Chauprade (FN), 36,34 % de participation[46].
- Élections européennes de 2019 : 29,25 % pour Nathalie Loiseau (LREM), 18,34 % pour Marine Le Pen (RN), 44,81 % de participation[47].

#### Élections régionales
Résultats des deux meilleurs scores :
- Élections régionales de 2015 : 52;28 % pour Valérie Pécresse (LR), 27,94 % pour Claude Bartolone (PS), 51,36 % de participation[48].

#### Élections départementales
Résultats des deuxièmes tours :
Canton de Serris :
- Élections départementales de 2015 : 82,94 % pour Arnaud de Belenet et Valérie Pottiez-Husson (UMP), 17,06 % pour Georges Hurth et Irina Longuet (FN), 43,97 % de participation[49].

#### Élections municipales
Lors du premier tour des élections municipales de 2014 en Seine-et-Marne, la liste UMP menée par le maire sortant Arnaud de Belenet obtient la majorité absolue dess suffrages exprimés, avec 1 800 voix (86,00 %, 27 conseillers municipaux élus dont 7 communautaires), devançant très largement celle DVG menée par Michel Lecointre, qui a recueilli 293 voix (13,99 %, 2 conseillers municipaux élus).
Lors de ce scrutin, 42,46 % des électeurs se sont abstenus.
Lors du second tour des élections municipales de 2020 en Seine-et-Marne, la liste DVD menée par la maire sortante Anne Gbiorczyk obtient la majorité des suffrages exprimés, avec 885 voix (47,20 %, 	22 conseillers municipaux élus dont 6 communautaires), devançant de 42 voix celle DVD de son prédécesseur Arnaud de Belenet — qui avait démissionné en 2017 après son élection comme sénateur — qui a recueilli 843 voix (44,96 %, 6 conseillers municipaux élus dont 1 communautaire).
La troisième liste, EELV, menée par Inta Golubeva Leyman  a obtenu 147 voix (7,84 %, 1 conseiller municipal élu).
Lors de ce scrutin marqué par la pandémie de Covid-19 en France, 57,22 % des électeurs se sont abstenus.

### Liste des maires
| Période                                  | Période                       | Identité               | Étiquette               | Qualité |
| ---------------------------------------- | ----------------------------- | ---------------------- | ----------------------- | --- |
| Les données manquantes sont à compléter. |                               |                        |                         | |
| 1945                                     | octobre 1947                  | Martin Blondé          |                         | |
| octobre 1947                             | 1961                          | Paul Étienne Godechoux |                         | |
| Les données manquantes sont à compléter. |                               |                        |                         | |
| mars 1965                                | 1978                          | Maurice Cloud          |                         | |
| 1978                                     | mars 2001                     | Michel Colombé         | SE                      | Enseignant |
| mars 2001                                | juin 2005,                    | Marcel Flamant         | RPR puis UMP            | Mandat écourté par la démission de maires-adjoints et conseillers municipaux |
| juin 2005                                | 6 novembre 2017               | Arnaud de Belenet      | UDF puis UMP puis LaREM | Conseiller général de Thorigny-sur-Marne (2011 → 2015) Conseiller départemental de Serris (2015 → 2021) Président de Val d'Europe Agglomération (2014 → 2017) Sénateur de Seine-et-Marne (2017 → ) Démissionnaire à la suite de son élection comme sénateur |
| novembre 2017,                           | En cours (au 5 décembre 2022) | Anne Gbiorczyk         | SE puis DVD             | Conseillère départementale de Serris (2021 → ) 4e vice-présidente du conseil départemental (2021 → ) Vice-présidente de Val d'Europe Agglomération (2017 → ) Réélue pour le mandat 2020-2026,                                                               |

### Distinctions et labels
En 2012, la commune de Bailly-Romainvilliers a été récompensée de cinq étoiles par le label « Ville Internet »[réf. nécessaire].

### Jumelages
Bailly-Romainvilliers a développé une association de jumelage avec : 
- Albanella (Italie) depuis janvier 2014

## Démographie
L'évolution du nombre d'habitants est connue à travers les recensements de la population effectués dans la commune depuis 1793. Pour les communes de moins de 10 000 habitants, une enquête de recensement portant sur toute la population est réalisée tous les cinq ans, les populations de référence des années intermédiaires étant quant à elles estimées par interpolation ou extrapolation. Pour la commune, le premier recensement exhaustif entrant dans le cadre du nouveau dispositif a été réalisé en 2006.

En 2022, la commune comptait 7 049 habitants, en évolution de −6,81 % par rapport à 2016 (Seine-et-Marne : +3,92 %, France hors Mayotte : +2,11 %).
| 1793 | 1800 | 1806 | 1821 | 1831 | 1836 | 1841 | 1846 | 1851 |
| ---- | ---- | ---- | ---- | ---- | ---- | ---- | ---- | ---- |
| 319  | 312  | 305  | 306  | 318  | 314  | 311  | 331  | 310  |

| 1856 | 1861 | 1866 | 1872 | 1876 | 1881 | 1886 | 1891 | 1896 |
| ---- | ---- | ---- | ---- | ---- | ---- | ---- | ---- | ---- |
| 299  | 337  | 345  | 307  | 314  | 315  | 283  | 270  | 242  |

| 1901 | 1906 | 1911 | 1921 | 1926 | 1931 | 1936 | 1946 | 1954 |
| ---- | ---- | ---- | ---- | ---- | ---- | ---- | ---- | ---- |
| 243  | 240  | 246  | 208  | 199  | 201  | 220  | 227  | 243  |

| 1962 | 1968 | 1975 | 1982 | 1990 | 1999  | 2006  | 2011  | 2016  |
| ---- | ---- | ---- | ---- | ---- | ----- | ----- | ----- | ----- |
| 232  | 245  | 371  | 402  | 609  | 3 393 | 5 421 | 6 884 | 7 564 |

| 2021  | 2022  | - | - | - | - | - | - | - |
| ----- | ----- | - | - | - | - | - | - | - |
| 7 169 | 7 049 | - | - | - | - | - | - | - |

## Économie

### Revenus de la population et fiscalité
En 2018, le nombre de ménages fiscaux de la commune était de 2 487 (dont 70 % imposés), représentant 7 246 personnes et la  médiane du revenu disponible par unité de consommation  de 25 460 euros.

### Emploi
En 2017 , le nombre total d’emplois dans la zone était de 2 155, occupant 3 923 actifs  résidants.
Le taux d'activité de la population (actifs ayant un emploi) âgée de 15 à 64 ans s'élevait à 74,1 % contre un taux de chômage de 7,1 %.
Les 18,9 % d’inactifs se répartissent de la façon suivante : 12 % d’étudiants et stagiaires non rémunérés, 2,2 % de retraités ou préretraités et 4,7 % pour les autres inactifs.

### Entreprises et commerces
En 2017, le nombre d'établissements actifs était de 182 dont 14 dans l’industrie, 27 dans la construction, 119 dans le commerce-transports-services divers et 22  étaient relatifs au secteur administratif.
Ces établissements ont pourvu 1 963 postes salariés.
En 2019,  121 entreprises ont été créées sur le territoire de la commune, dont 89 individuelles.
Au 1er janvier 2020, la commune disposait de 76 chambres d’hôtels dans un établissement et ne possédait aucun terrain de  camping.

## Culture locale et patrimoine

### Lieux et monuments
- Église Notre-Dame-de-l'Assomption[71], dans le vieux Bailly.

Villages Natures.

La commune n'est qu'à quelques kilomètres du complexe touristique Disneyland Paris.
Le centre aquatique du Val d'Europe, localisé dans la commune de Bailly-Romainvilliers, a été inauguré en 2012.
Le Golf Disneyland est situé conjointement sur les communes de Bailly-Romainvilliers et Magny-le-Hongre.
Sur le territoire de la commune, se situe le village de vacances Marriott's Village d'Île-de-France, implanté depuis 2003 avec 202 appartements.
En 2017 a été inauguré sur la commune Villages Nature Paris, un village de vacances d'écotourisme développé par Pierre & Vacances - Center Parcs et Euro Disney centré sur les loisirs aquatiques.